# René la Taupe
René la Taupe est un chanteur virtuel français créé en 2009 par Fox Mobile Group studios,. Le personnage, dont le graphisme ressemble davantage à une marmotte qu'à une taupe, a été rendu célèbre par de la musique pour téléphone mobile et des vidéo-clips diffusés sur Internet. 
Le personnage a été créé afin de médiatiser des sonneries de téléphone pour le compte de Jamba, une entreprise de distribution de contenu pour téléphones mobiles qui avait déjà produit Crazy Frog.

## Histoire
La première sonnerie, Merde, dont les paroles se distinguent par un humour à base de pets, est le titre le plus téléchargé en 2009 sur la version allemande (Scheiße, ich liebe dich) de Jamba. Le titre atteint la 30e place en Allemagne en restant 9 semaines dans les charts et la 38e place en Autriche. Dans les pays germanophones, le personnage est connu sous le nom de Mauli, ou Mauli der Maulwurf.

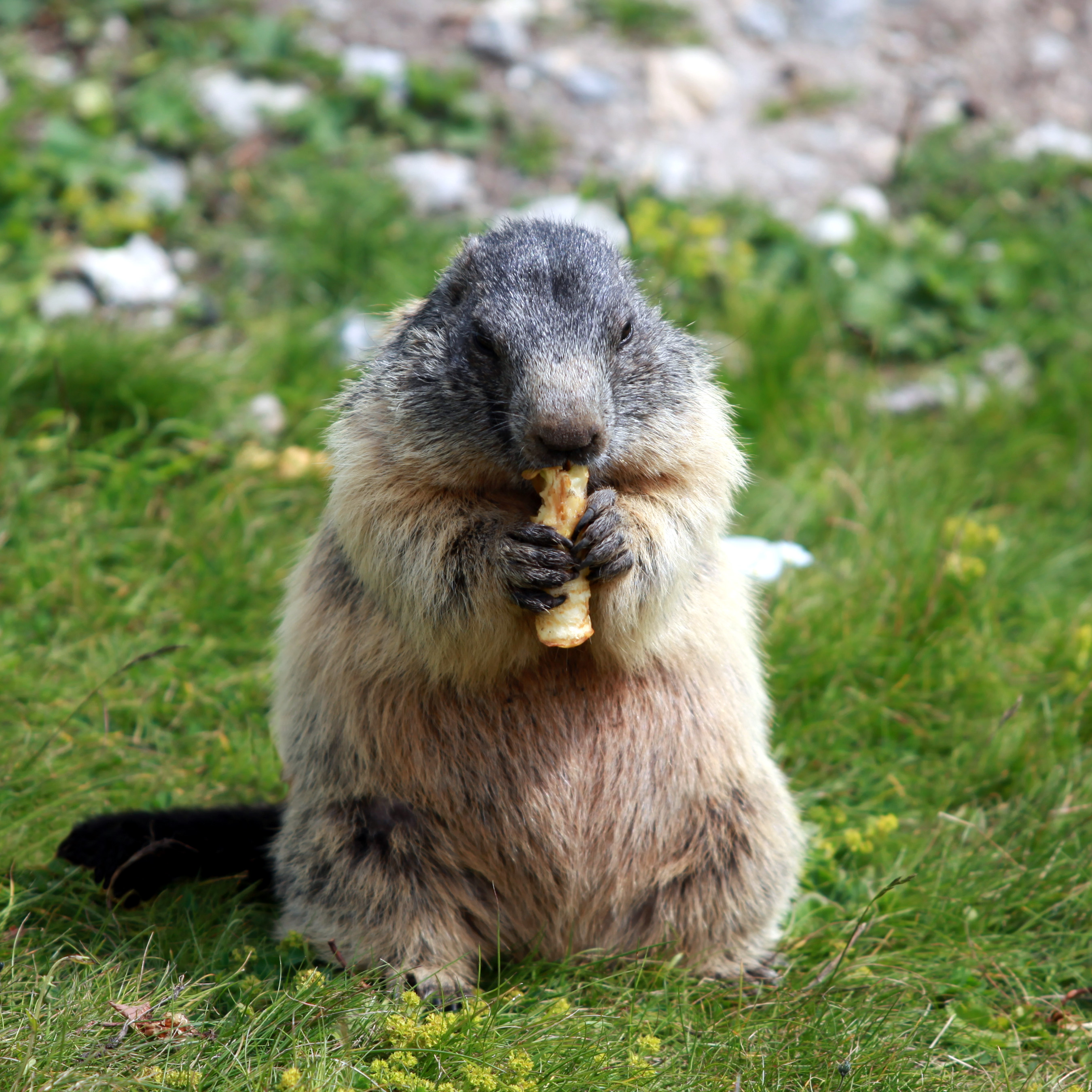
Une marmotte des Alpes (Marmota marmota), animal avec lequel « René la taupe » partage davantage les traits qu'avec ceux d'une taupe.

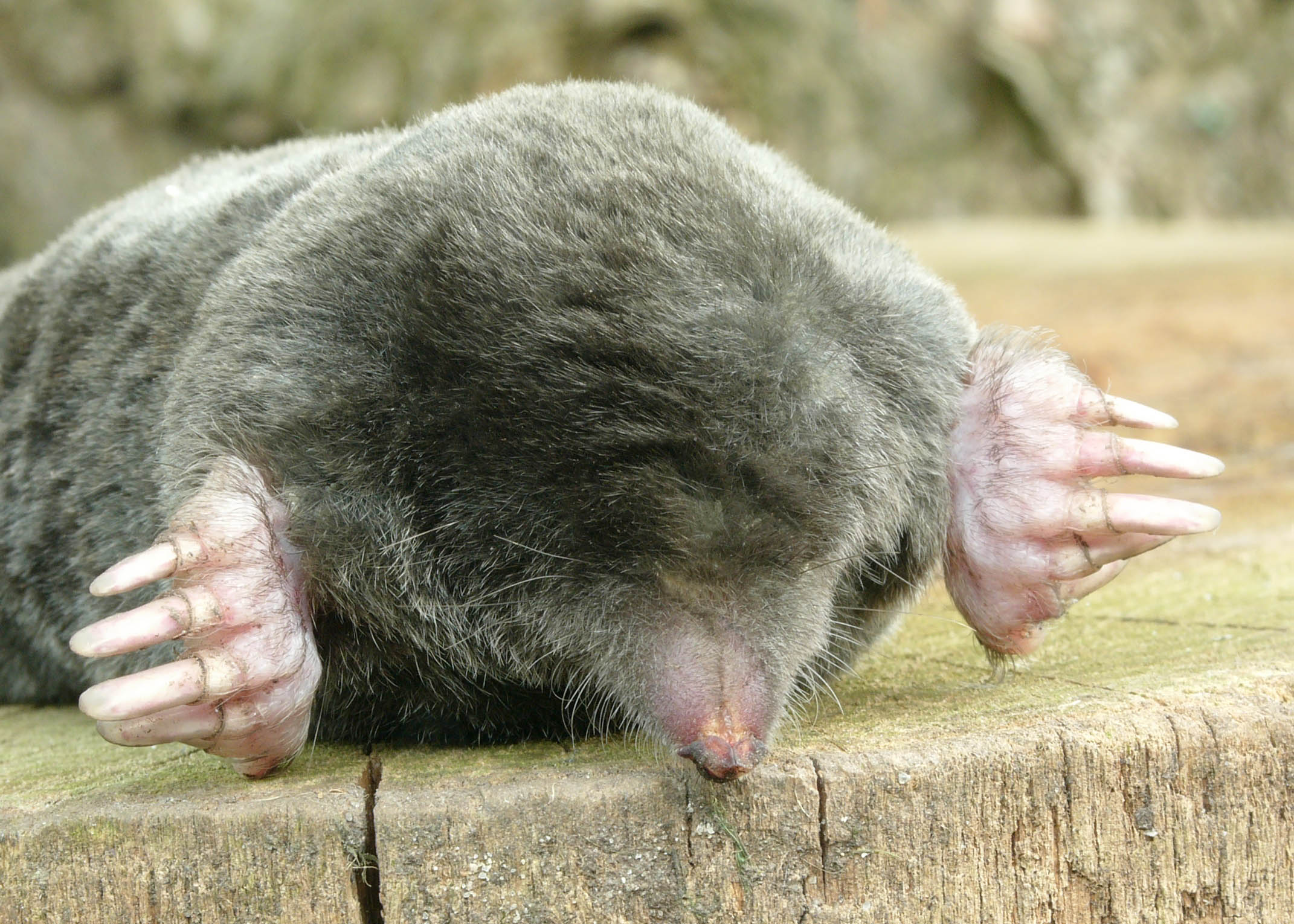
Une taupe (Talpa europaea)

En mai 2010, un deuxième titre est réalisé, Mignon, Mignon, qui lui est un succès médiatique en France. Les paroles dont l'auteur est Séverine Thomazo, directrice marketing chez Fox Mobile Distribution, évoquent le physique potelé de l'animal qui le rend adorable. Il est composé par Christian Büttner. Le succès du titre rejaillit sur les ventes de la sonnerie qui devient une des plus téléchargées de l'été 2010 grâce à Fun Radio. 
Jamba, filiale de Fox Mobile Group, sort une version dérivée (Mauvais, mauvais) après le fiasco de l'équipe de France de football à la Coupe du monde 2010 mais c'est le titre original qui assure la réussite. Des applications autour du personnage sont déclinées. Le vidéo-clip est repris sur la toile en devenant un phénomène internet.
Le titre atteint la deuxième place des titres les plus téléchargés en France à partir de la fin juillet 2010 derrière Waka Waka de Shakira, pour le détrôner quatre semaines après, et atteint la première place du Top 50 à partir de la fin août 2010. Le clip-vidéo enregistre quant à lui plus de 5 millions de vues sur Youtube en deux mois.
Le 30 août, le CD single est édité dans les bacs et se classe directement à la première place des singles en France. Fin novembre, le titre reste toujours indétrôné. 
Il faudra attendre début décembre pour que le titre soit détrôné par Mylène Farmer avec son single Oui mais... non.
Fin août 2010, René la Taupe est revenu sur le devant de la scène, avec un nouveau single intitulé C'est la rentrée. Le titre reprend l'air de Merde, le premier titre de René.
C'est ensuite Tu parles trop qui est lancé sur la toile par Jamba mais qui est tout de suite suivi le 25 octobre de la sortie du single physique, contrairement à Mignon, Mignon. Chose surprenante, le single atteint dès son entrée la 3e place dans le top des ventes, derrière Mignon, Mignon en première place et Only Girl (In the World) de Rihanna. Ce classement restera le même pendant le mois de novembre.
Malgré le succès de René, Jamba a tout de même continué de développer de nouveaux animaux, à l'instar de Jp le Coq, qui a fait son apparition en septembre 2010.
Le 15 novembre 2010, le premier album sort en France avec les différents titres, accompagné également d'un DVD avec les clips et les versions Karaoké de ses quatre premiers titres.
René la Taupe revient en novembre 2013 avec un nouveau single, intitulé Tous à poil ! et qui est le dernier pour ce personnage, d'après son créateur.

## Polémique
En 2010, Serge Gamany, auteur-compositeur à Quimper estime que la mélodie de Mignon-mignon a été plagiée par la compagnie Fox : « La partition des couplets ressemble comme deux gouttes d'eau à celle de ma farandole, Le parc de Mougins ». Bien que son œuvre ait été déposée auprès de la SACEM en 2000, dix ans avant, la Société des auteurs, compositeurs et éditeurs de musique a toutefois déconseillé au musicien de se lancer des poursuites énergivores. Selon les producteurs c'est  une comptine allemande qui aurait inspiré les auteurs.

## Discographie
Album
Singles
- 2009 : Merde
- 2010 : Mignon mignon
- 2010 : Mauvais, Mauvais (reprise de Mignon, Mignon)
- 2010 : C'est la rentrée (sur l'air de Merde)
- 2010 : Tu parles trop
- 2010 : Petit Papa Noël
- 2011 : Où la la
- 2011 : Rock la vie (avec Alvin et les Chipmunks)
- 2012 : T'as vu ta tête
- 2013 : Tous à poil !